# Jean-Pierre Picot
Jean-Pierre Picot, né le 2 août 1946 à Montpellier, est un universitaire et vernien français.

## Biographie
Professeur de littérature comparée, maître de conférences à l'Université de Montpellier 3, membre du GERF (Groupe d'études et de recherches sur le fantastique) depuis 2001, il est depuis 2004 professeur à l'Université de Gabès (Tunisie). Sa thèse Contribution à une étude de l'imaginaire chez quelques écrivains des XIXe et XXe siècles. Le voyage, la mort, la contre-utopie, le fantastique, soutenue en 1987 à l'Université Blaise-Pascal, est publiée l'année suivante. 
Spécialiste de Jules Verne, on lui doit les postfaces de nombreuses éditions de l'auteur aux éditions Syros et José Corti. Il est membre de la Société Jules-Verne dont il a été administrateur jusqu'en 2006 et du Centre International Jules Verne dont il est administrateur depuis 1996.

## Travaux
- Contribution à une étude de l'imaginaire chez quelques écrivains des XIXe et XXe siècles. Le voyage, la mort, la contre-utopie, le fantastique, thèse, Clermont-Ferrand, Université Blaise-Pascal, 1988
- Le Testament de Gabès, Sud éditions, 2004
- Jules Verne, l'Afrique et la Méditerranée, avec Issam Marzouki, Sud éditions, 2005
- Jules Verne : cent ans après, actes du colloque de Cerisy du 2-12 août 2004, avec Christian Robin, Terre de Brume, 2005
- Les Détectives de l'étrange, Colloque de Cerisy du 21-31 juillet 1999, avec Lauric Guillaud, 2007
- Henry Rider Haggard, avec Arnaud Huftier, Kimé, 2007
- André Laurie, Kimé, 2011